# Upton (Massachusetts)
Pour les articles homonymes, voir Upton (homonymie).
Upton est une ville du comté de Worcester dans l’État du Massachusetts.
Sa population était de 8 000 habitants en 2020.